# Чардаґли (Тертерський район)
Магавуз (вірм. Մաղավուզ), Чардахли (азерб. Çardaqlı) — село у Мартакертському районі Нагірно-Карабаської Республіки. Село розташоване за 17 км на захід від Мартакерта, північніше траси «Північ-Південь». До магавузької сільради підпорядковується також село Кмкадзор. Також поруч розташовані села Мец Шен та Мохратаг.

## Пам'ятки
- В селі розташоване середньовічне селище, каплиця 1260 р., хачкар 13 ст., палац — 1-а половина 18 ст., церква Сурб Геворга 19 ст.